# (7265) Edithmüller
(7265) Edithmüller – planetoida z grupy pasa głównego asteroid okrążająca Słońce w ciągu 3 lat i 298 dni w średniej odległości 2,44 j.a. Została odkryta 30 września 1973 roku przez Cornelisa van Houtena, Ingrid van Houten-Groeneveld i Toma Gehrelsa. Przed nadaniem nazwy planetoida nosiła oznaczenie tymczasowe (7265) 2908 T-2.